# Barwniki nitrozowe
Barwniki nitrozowe – barwniki w których chromoforem jest grupa nitrozowa. Są pochodnymi naftoli i fenoli. Z żelazem, kobaltem, niklem i miedzią tworzą barwne kompleksy. Używane do barwienia tkanin, lakierów a także przy wykrywaniu ww. metali.